# Town Hall, 1962
Albums de Ornette Coleman
Ornette on Tenor
(1962) Chappaqua Suite
(1965)
Town Hall, 1962 est un album du saxophoniste Ornette Coleman paru sur l'étiquette ESP-Disk en 1965. C'est le premier album de son nouveau trio comprenant David Izenzon et Charles Moffett.
L'enregistrement est tiré d'un concert de 1962 présentant le trio et plusieurs autres ensembles, le tout organisé de façon indépendante par Coleman. Malgré le succès évident de l'événement, ce concert unique n'a jamais été reproduit par la suite. Cette performance a été suivie par un retrait de la scène musicale de plus de deux ans par Coleman, afin d'étudier le violon et la trompette. 

## Titres
Toutes les compostitions sont de Ornette Coleman. Durée totale:	45:14

### Face "A"
1. "Doughnut"
2. "Sadness"
3. "Dedication to Poets and Writers"

### Face "B"
1. "The Ark"

## Musiciens
- Ornette Coleman — saxophone alto
- David Izenzon — contrebasse
- Charles Moffett — batterie
- Selwart Clark — violon
- Nathan Goldstein — violon
- Julian Barber — alto
- Kermit Moore — violoncelle